# Autogamia
Autogamia, autofertylizacja, samozapłodnienie – sposób rozrodu organizmów, w wyniku którego dochodzi do powstania zygoty z komórek rozrodczych wytwarzanych przez ten sam organizm. Zachodzi tylko u organizmów obupłciowych. U roślin nasiennych autogamia określana jest mianem samopylności (samozapylenia). U organizmów jednokomórkowych autogamia jest powszechna u sporowców parzydełkowych, rzadziej u okrzemek, otwornic, słonecznic. U zwierząt występuje bardzo rzadko, m.in. u tasiemców, sporadycznie u niektórych ślimaków płucodysznych.
Określenie używane bywa także jako synonim endomiksji u orzęsków.